# Amt Bokeloh

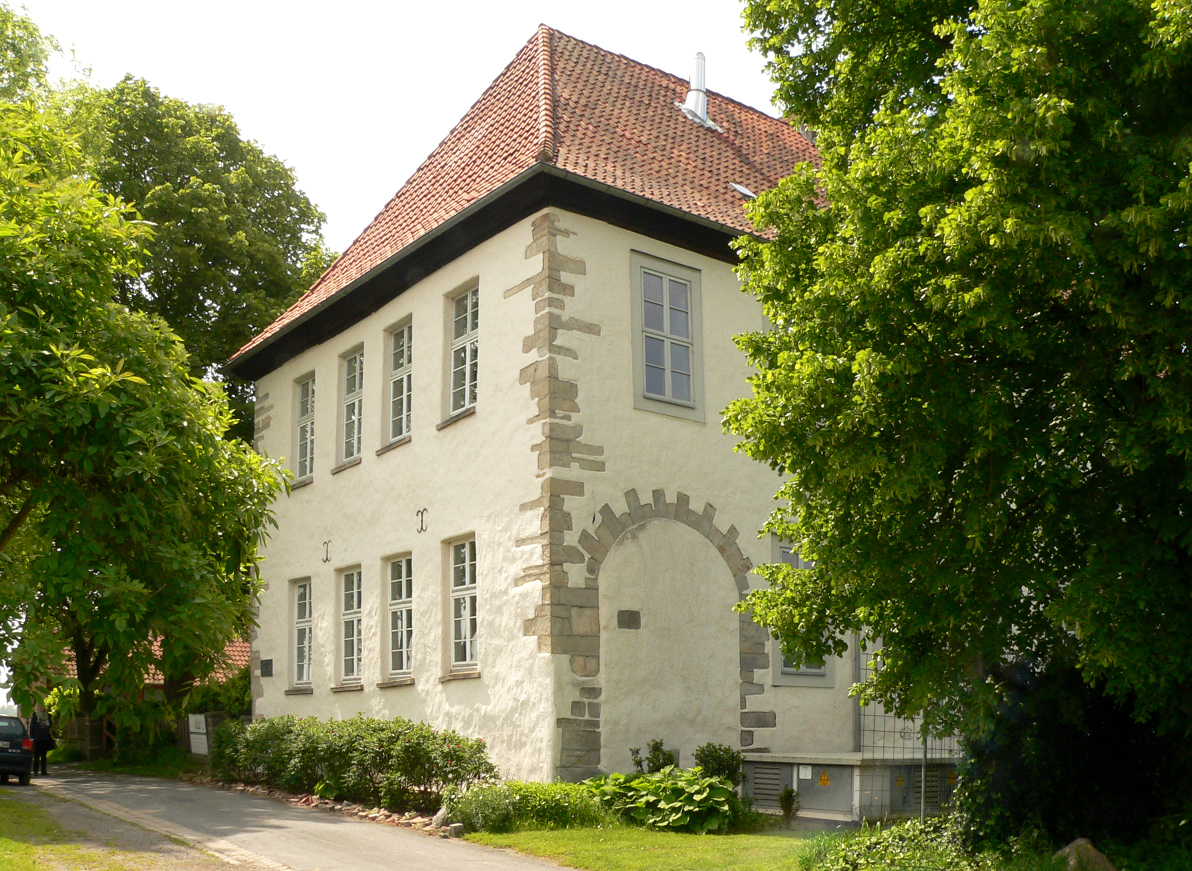
Das Amtsgebäude, 2014

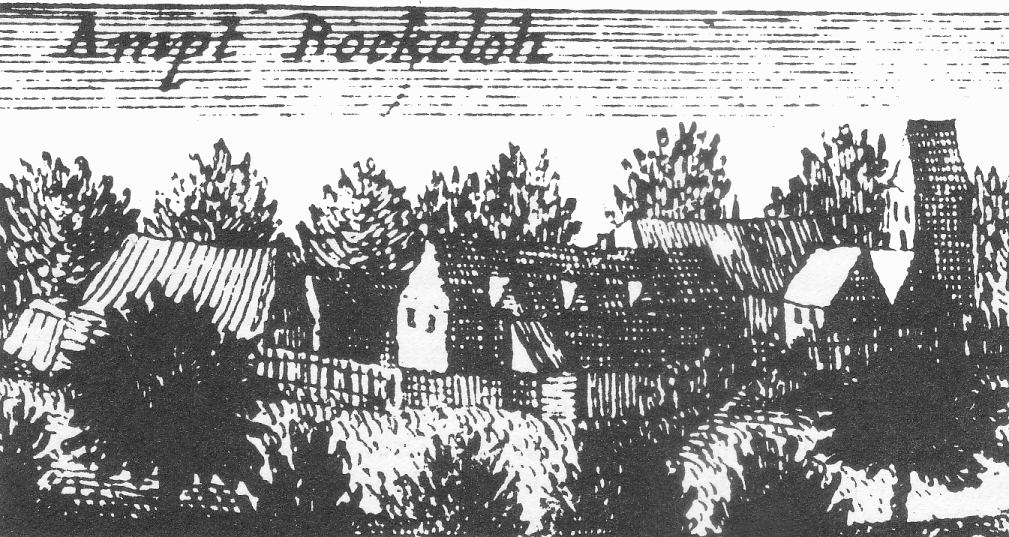
Schloss Bokeloh als Sitz des Amtes Bokeloh, 1681

Das Amt Bokeloh war ein Amt im Calenberger Land, das die Grafen von Schaumburg im 15. Jahrhundert einrichteten und das 1819 aufgelöst wurde. Der Sitz des Amtes befand sich im Schloss Bokeloh.

## Geschichte
Das Amt hatte seinen Sitz im Schloss Bokeloh, das, laut der Mindener Bischofschronik, der Mindener Bischof Wilhelm I. im Jahre 1242 als Castrum Novum errichten ließ. Nach dem 14. Jahrhundert gelangten die Burg und das Dorf in den Besitz der Grafen von Schaumburg, die im 15. Jahrhundert das Amt Bokeloh einrichteten. 1640 erlosch mit dem Tode des Grafen Otto V. die Hauptlinie des Schaumburger Geschlechtes, und die Grafschaft wurde zwischen Braunschweig-Lüneburg, den Grafen von Lippe und Hessen-Kassel geteilt. Das Amt Bokeloh wurde 1647 in das Fürstentum Calenberg als Teil von Braunschweig-Lüneburg eingegliedert. 1819 wurde zur Vereinfachung der Verwaltung das Amt Bokeloh aufgelöst und in das größere Amt Blumenau, heute ein westlicher Stadtteil von Wunstorf, eingegliedert. Dies hatte erhebliche Folgen für den Sitz des Amtes im Schloss Bokeloh, da der Amtshaushalt aufzulösen war. In diesem Zuge kam es zum Abriss von etlichen Gebäuden, wie dem Amtsstubenhaus, dem Vorwerksgebäude, dem Pferdestall, dem Schweinehaus, den Wagenremisen, dem Darrhaus und einer Scheune. Unberührt blieben lediglich das Amtshaus und ein Nebengebäude. Im Amtshaus nahm der Oberförster seinen Dienstsitz; das Nebengebäude wurde durch in Bokeloh tätige Beamte des Amtes Blumenau, und teilweise als Kornlagerraum genutzt.

## Zugehörige Orte
- Bokeloh
- Idensen
- Mesmerode
- Klein Heidorn als Exklave

## Amtmänner
- 1673–1698: Georg von Windheim (1622–1722)